# اوشن گروو (نیوجرسی)
اوشن گروو (به انگلیسی: Ocean Grove) یک منطقهٔ مسکونی در ایالات متحده آمریکا است که در نپتون، نیوجرسی واقع شده‌است. اوشن گروو ۱٫۱۰۹ کیلومتر مربع مساحت و ۳٬۳۴۲ نفر جمعیت دارد و ۵ متر بالاتر از سطح دریا واقع شده‌است.